# Heckmeyeria pronubella
Heckmeyeria pronubella är en fjärilsart som beskrevs av Pieter Cornelius Tobias Snellen 1878. Heckmeyeria pronubella ingår i släktet Heckmeyeria och familjen säckspinnare. Inga underarter finns listade i Catalogue of Life.